# Малый Ашламаш
Малый Ашламаш (мар. Изи Ашламаш) — упразднённая деревня в Советском районе Республики Марий Эл. Входила в состав Ронгинского сельского поселения. В 2025 года включена в состав деревни Кугенер и исключена из учётных данных.

## География
Находится в центральной части республики Марий Эл на расстоянии приблизительно 8 км по прямой на юго-восток от районного центра посёлка Советский.

## История
Известна с 1793 года как две деревни: Ошламаш Енер — 6 дворов, и Ошламаш Генер — 3 двора. В 1865 году в Малом Ашламаше было 24 двора и 133 жителя. В 1930 году в деревне числилось 23 хозяйства. В советское время работал колхоз «10 лет МАО» (позднее СПК «Мир»).

## Население
Население составляло 115 человек (русские 99 %) в 2002 году, 133 в 2010.

## Известные уроженцы
Фёдорова Елена Фёдоровна (1917—1985) — марийский советский государственный и партийный деятель. Депутат Верховного Совета СССР 2-го созыва (1946—1950). Член ВКП(б) с 1939 года.